# Джованні Джироламо Савольдо
Джова́нні Джирола́мо Саво́льдо (італ. Giovanni Girolamo Savoldo, бл. 1480 , Брешіа— 1548, Венеція) — італійський художник доби Відродження.  Мав впливи художньої манери Лоренцо Лотто та Джорджоне. 

## Життєпис. Початковий період
Точної дати і місяця народження художника не віднайдено. Появу на світ і перші художні навички пов'язують з Ломбардією та містом Брешія. Практично не відомо, де і у кого навчався, а також, якими були перші твори. До первісного періоду творчості відносять працю в містах Парма та Флоренція, а в останньому за 1508 рік знайдений запис про прийняття художника в гільдію художників. Мав вивчати твори Леонардо да Вінчі і Мікеланджело Буонарроті, бо вони були безперечними авторитетами тої доби у Флоренції.

## Венеційський період

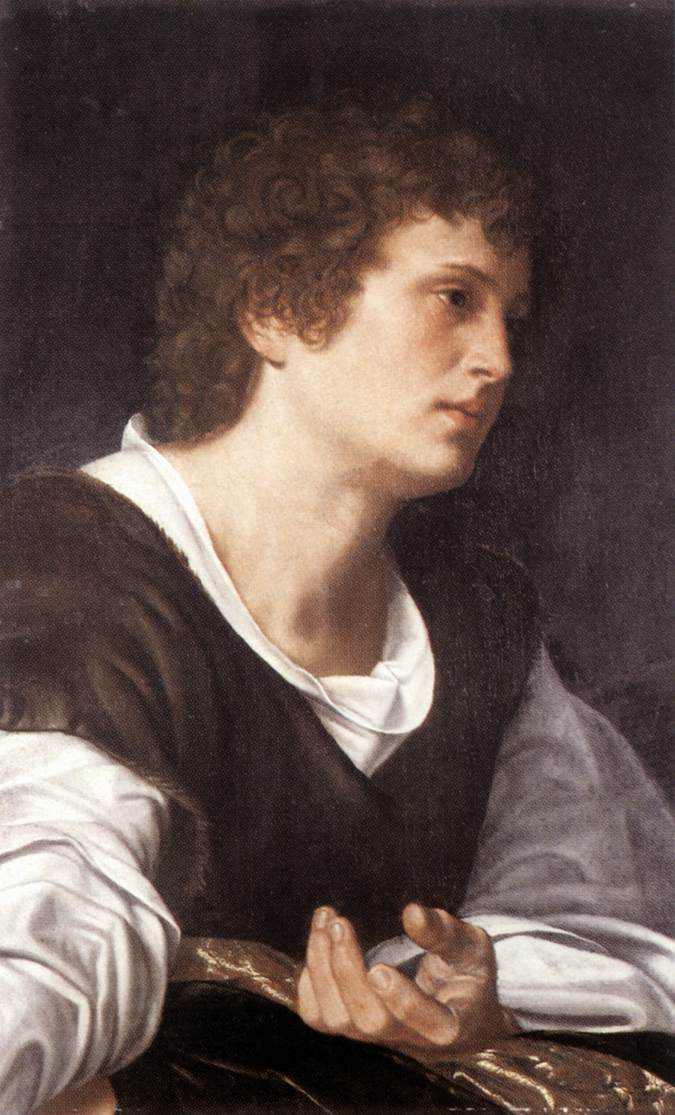

В Тоскані не втримався і близько 1520 року оселився в Венеції. Практично все життя працював в Венеції, залишаючись надзвичайно індивідуальним митцем, незважаючи на впливи творів Лоренцо Лотто та Джорджоне, особливо в колористичних гаммах власних картин.
В перші роки венеційського періоду не втрачав уваги і цікавості до творів фламандських митців, картини яких так цінували венеційські вельможі через притаманну їм незвичність сюжетів, художню манеру і яскраві, «глибокі» фарби.  Про знайомство Савольдо з творами фламандських художників свідчать дві ранні композиції « Спокуси Святого Антонія», де художник досить майстерно поєднав художні знахідки венеційських і фламандських (або німецьких) митців.
Але впливи місцевої художньої школи переважали, перш за все — картини Джорджоне та Лоренцо Лотто. Популярний на той час Джорджоне прищепив венеційським художникам поетичну недомовленість, потяг до своєрідного, місцевого ідеалу краси і до пошуків власних колористичних гам. На якийсь час бути популярним художником в Венеції значило писати картини в стилістиці Джорджоне, що і робили на ранньому етапі Себастьяно дель Пьомбо, Тиціан, Якопо Пальма старший, сам Савольдо.
Венеційці відрізнялися справжнім захопленням тканинами і килимами арабського сходу. Особливим попитом користувались тканини червоних кольорів, а венеційський пурпур став характерною місцевою прикметою. Захоплення тканинами, особливо незвичних кольорів та з ефектами відблисків, було притаманне і Савольдо. Часто головні персонажі його картин виділені в творі саме розкішними шатами екзотичних тканин — біла накидка Марії Магдалини(Національна галерея (Лондон)), «Святий Матвій» (Музей мистецтва Метрополітен, Нью-Йорк), янгол в картині галереї Боргезе, навіть аскет Святий Ієронім в варіанті композиції з Москви.

## Міланський період

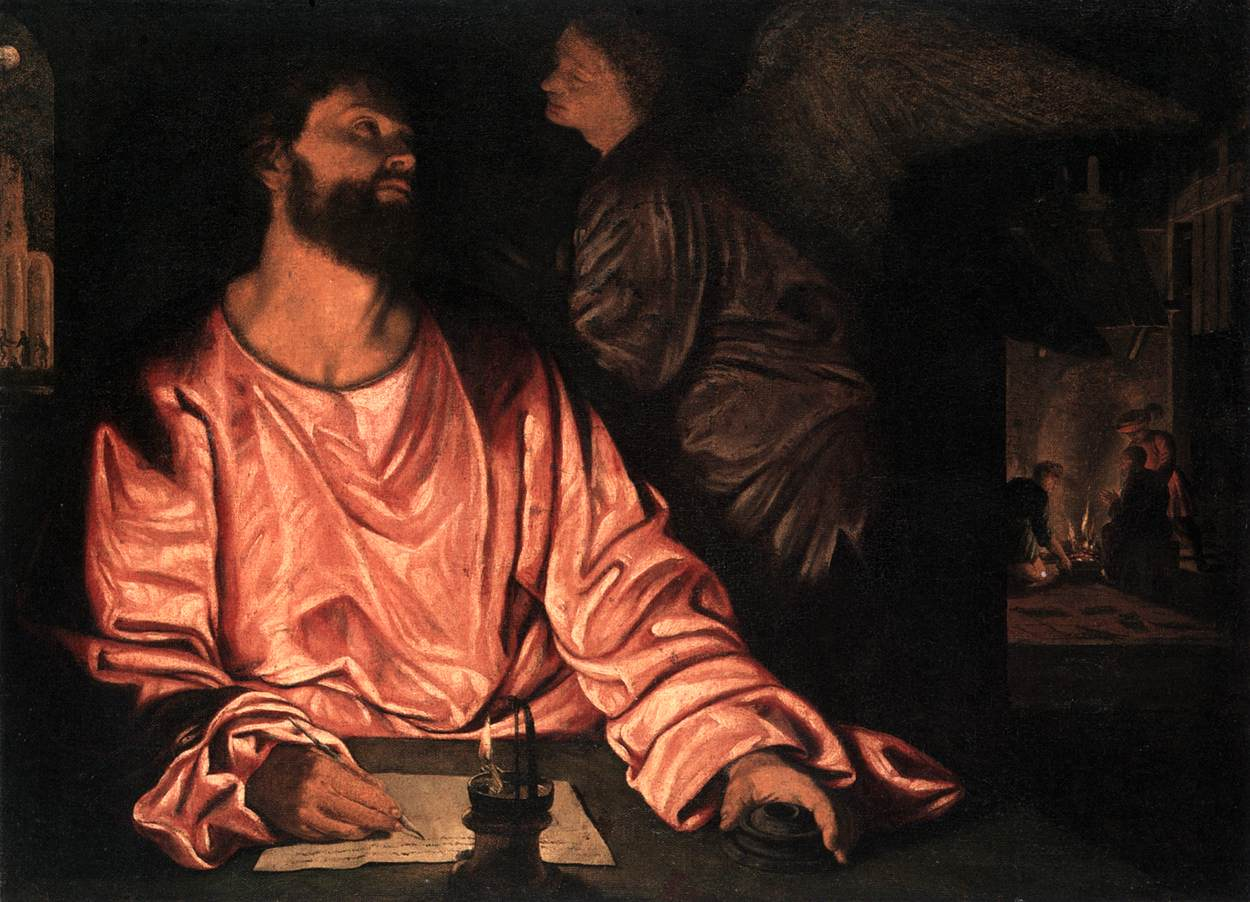
Джованні Джироламо Савольдо. «Євангеліст Матвій», бл. 1534 р. Музей мистецтва Метрополітен, Нью-Йорк.

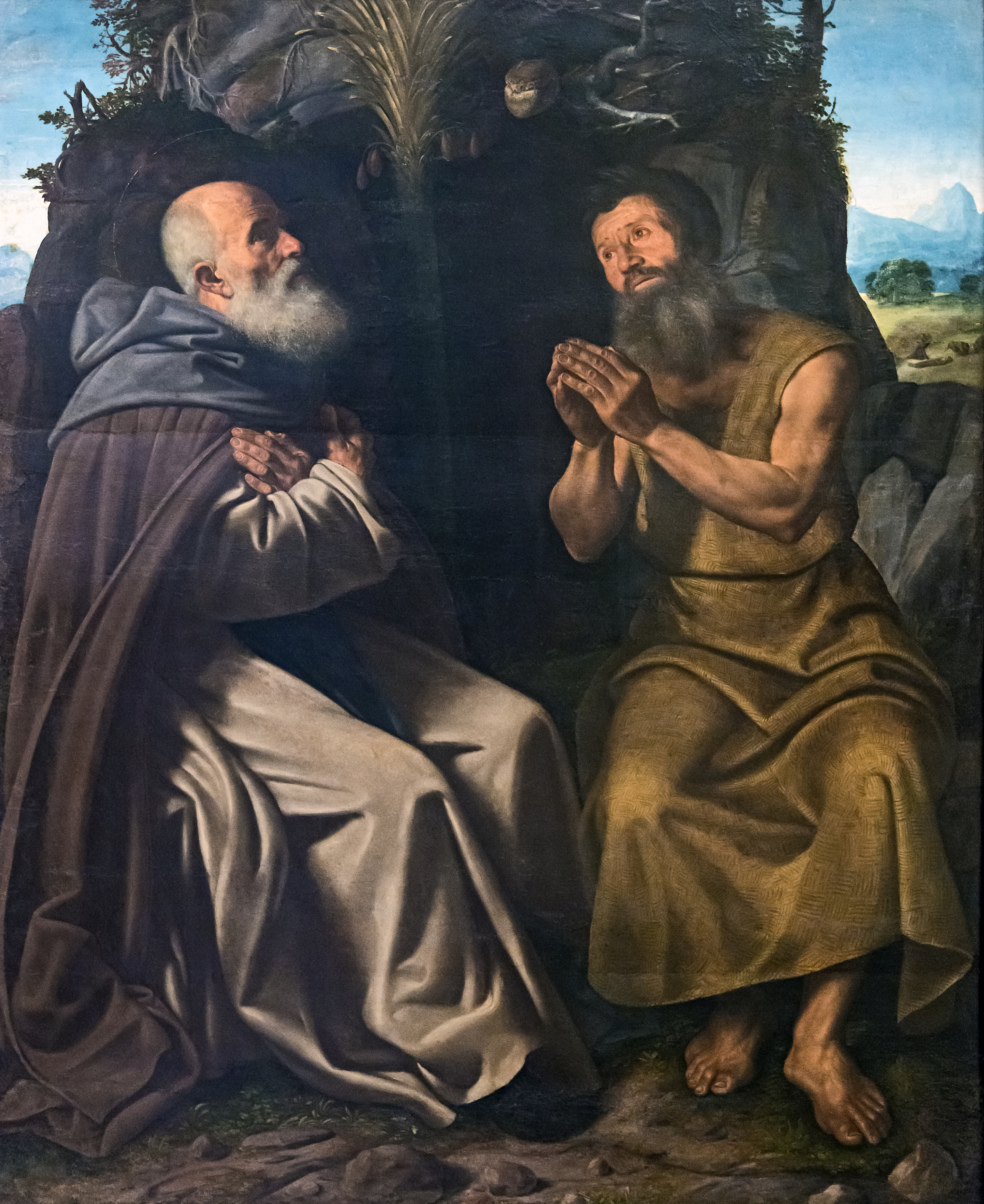
«Святі Антоній абат і Павло пустельник», бл. 1515

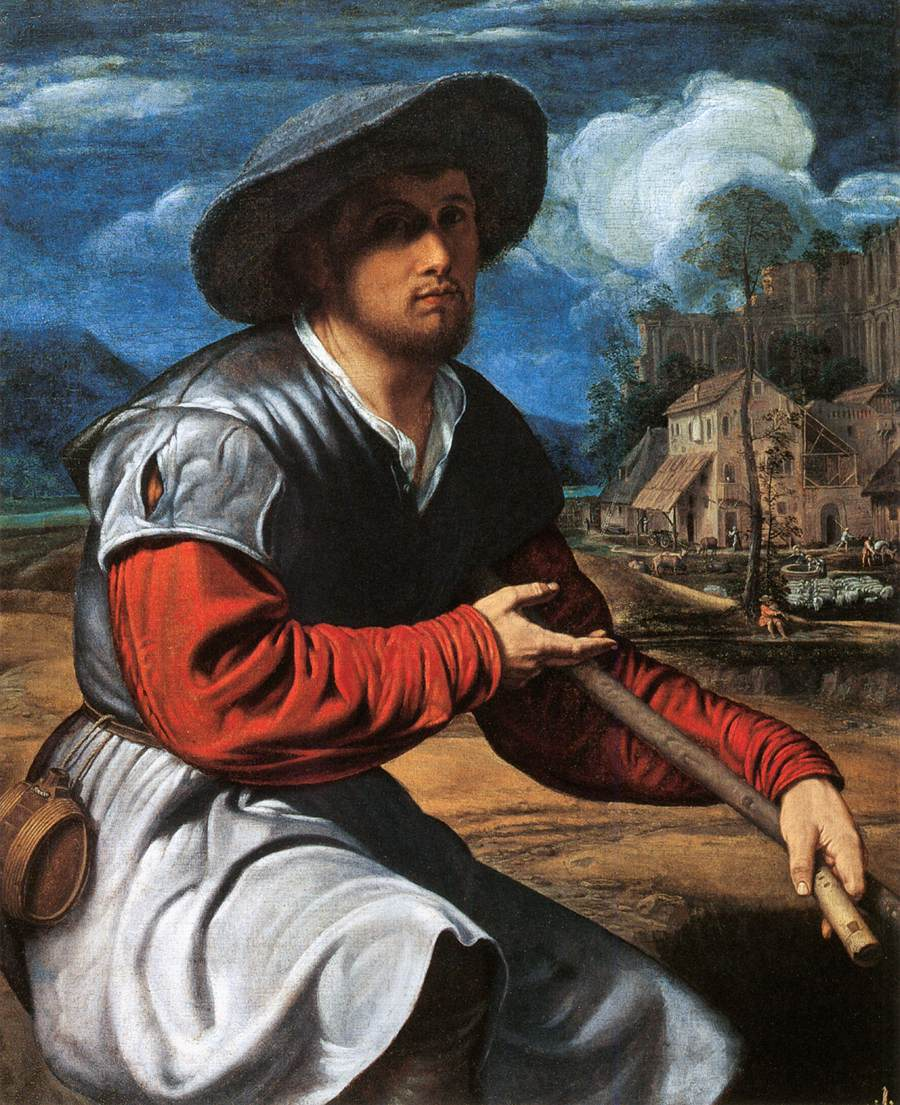
«Селянин з флейтою»

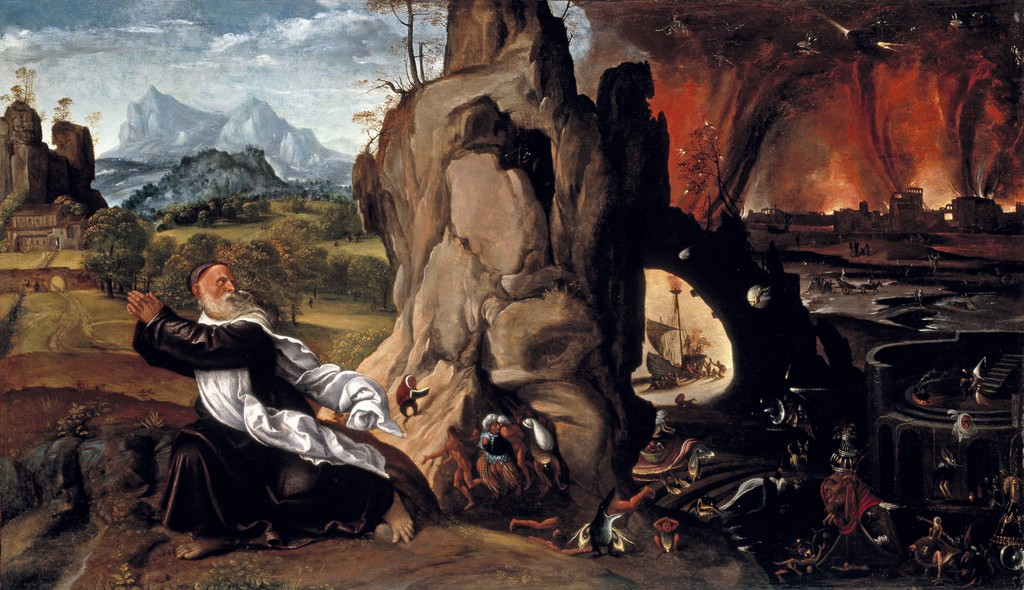
« Спокуси Святого Антонія», варіант в Сан Дієго, США

За свідоцтвом Паоло Піно художника запросили на працю в Мілан, де той виконав чотири картини. Одна з них — Євангеліст Св. Матвій. Останнє полотно дивує двома центрами освітлення та незвичним освітленням самої фігури Матвія, що пізніше підхоплять Караваджо та його послідовники в XVII столітті.

## Останні роки
Ймовірно, останні роки художника пройшли у Венеції, але продовжував працювати і в близьких територіально до неї провінційних містах. 1533 року виконав «Мадонну з чотирма святими» для церкви Санта Марія ін Органо в місті Верона. В 1537—1538 рр. працював в рідній Брешії. До останнього періоду творчості належать незвична за колоритом «Марія Магдалина» та композиції на тему « Поклоніння пастухів».
Серед забутих митців опинились Марко Базаіті, Джорджоне, Лоренцо Лотто. Гірку долю забутих майстрів розділив і Савольдо, точної дати смерті якого не збережено.

## Вибрані твори
- «Юнак з флейтою»
- «Свята бесіда»
- «Голгофа», бл. 1515, Монте-Карло.
- «Святі Антоній абат і Павло пустельник», бл. 1515, Галерея Академії, Венеція
- «Св. Ілія пустельник», 1520, Національна галерея мистецтв, Вашингтон
- «Портрет невідомого лицаря», бл. 1525, Національна галерея мистецтв, Вашингтон
- «Мертвий Христосі Йосип Ариматейський», Художній музей, Клівленд
- «Пала ді Сан Доменіко ді Пезаро», бл. 1525, Пінакотека Брера, Мілан
- «Поклоніння пастухів», церква Сан Джоббе, Венеція
- «Смерть Петра Мученика», бл. 1535
- «Лицар в обладунках» (Автопортрет?)
- «Оплакування Христа»
- «Філософ», Музей історії мистецтв, Відень
- «Святий Єронім в пустелі», Національна галерея, Лондон
- «Святий Матвій», 1534, Метрополітен-музей, Нью-Йорк
- «Товія і янгол», Галерея Боргезе, Рим
- «Марія Магдалина», галерея Контіні Бонакоссі, Флоренція
- «Марія Магдалина», Музей Гетті, Каліфорнія
- «Спокуси Святого Єроніма», Музей образотворчих мистецтв імені Пушкіна, Москва
- «Спокуси Святого Антонія», варіант в Сан-Дієго, Каліфорнія
- «Марія Магдалина на тлі руїни і порту», Національна галерея, Лондон
- «Селянин з флейтою»
- «Портрет венеційки», 1525, Капітолійські музеї, Рим
- «Преображення Господнє», Галерея Уффіці, Флоренція
- «Лютняр», Лейпцизький університет, Лейпциг
- «Поклоніння пастухів», бл. 1540, Пінакотека Тосіо Монтіненго, Брешія
- «Поклоніння пастухів», бл. 1540, церква Св. Іова, Венеція